# Lars Jalmert
Lars Tore Jalmert, född 11 juni 1944 i Lilla och Stora Essingens kyrkobokföringsdistrikt, Stockholms stad, är en svensk pedagog och mansforskare. Han är professor emeritus i pedagogik vid Stockholms universitet och anses vara en av grundarna av mansforskningen i Norden; han skrev den första nordiska boken inom mansforskning, Den svenske mannen (1984). Han har varit expert i fyra statliga jämställdhetsutredningar och ordförande i Högskoleverkets jämställdhetsråd och Stockholms universitets jämställdhetskommitté. Jalmert har varit riksdagskandidat för Feministiskt initiativ.